# NXT TakeOver: Unstoppable
NXT TakeOver: Unstoppable was een professioneel worstel- en WWE Network evenement dat georganiseerd werd door WWE voor hun NXT brand. Het was de 5e editie van NXT TakeOver en vond plaats op 20 mei 2015 in NXT's thuis arena, Full Sail University in Winter Park, Florida.

## Matches
| Nr. | Match                                                                                          | Winnaar(s)         | Opmerkingen                                                                    | Bron  |
| --- | ---------------------------------------------------------------------------------------------- | ------------------ | ------------------------------------------------------------------------------ | ----- |
| 1D  | The Mechanics (Dash Wilder & Scott Dawson) vs. The Vaudevillains (Aiden English & Simon Gotch) | The Mechanics      | Tag team match.                                                                | [ 2 ] |
| 2   | Finn Bálor vs. Tyler Breeze                                                                    | Finn Bálor         | Eén-op-één match om Number 1 Contender te worden voor het NXT Championship.    | [ 2 ] |
| 3   | Bayley & Charlotte vs. Dana Brooke & Emma                                                      | Bayley & Charlotte | Tag team match.                                                                | [ 2 ] |
| 4   | Baron Corbin vs. Rhyno                                                                         | Baron Corbin       | Eén-op-één match.                                                              | [ 2 ] |
| 5   | Blake & Murphy (c) vs. Colin Cassady & Enzo Amore (met Carmella)                               | Blake & Murphy     | Tag team match voor het NXT Tag Team Championship.                             | [ 2 ] |
| 6   | Sasha Banks (c) vs. Becky Lynch                                                                | Sasha Banks        | Eén-op-één match voor het NXT Women's Championship. Banks won door submission. | [ 2 ] |
| 7   | Kevin Owens (c) vs. Sami Zayn                                                                  | Kevin Owens        | Eén-op-één match voor het NXT Championship. Match eindigde in no contest.      | [ 2 ] |